# Microgaster kuchingensis
Microgaster kuchingensis är en stekelart som beskrevs av Wilkinson 1927. Microgaster kuchingensis ingår i släktet Microgaster och familjen bracksteklar. Inga underarter finns listade i Catalogue of Life.